# Seyyid Vehbi

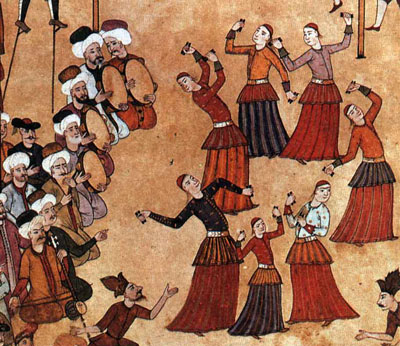
Illustration aus dem Surname-i Vehbi. Musiker und Tanzjungen. Andere Miniaturen zeigen, dass die Szene von einem großen Zeltlager umgeben war.

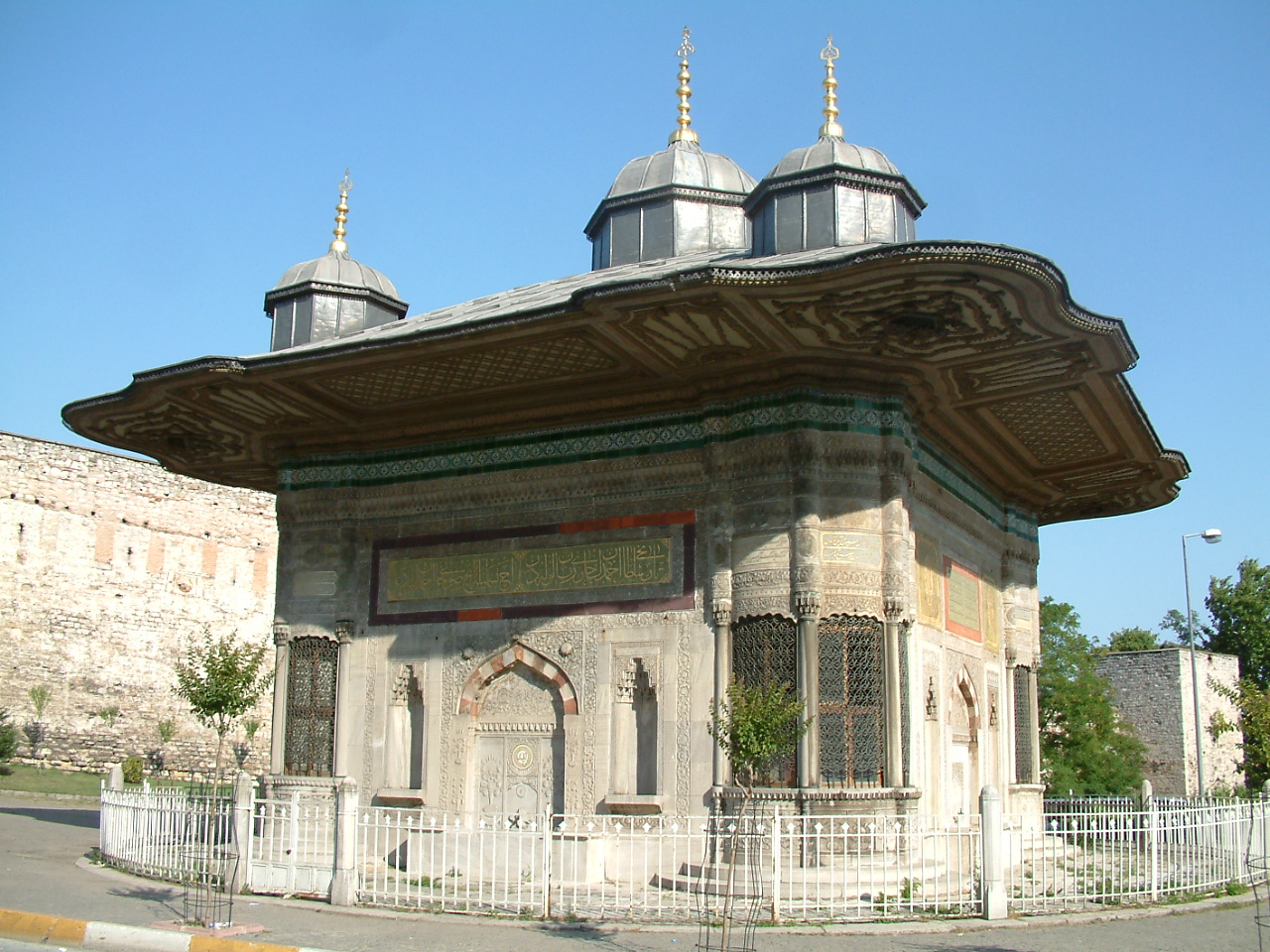
Der Ahmet Cesmesi (Springbrunnen des Ahmet III) am Fronteingang des Topkapı-Palasts

Hüseyin Seyyid Vehbî (* 1674?; † 1736) war ein osmanischer Dichter.
Sein Hauptwerk ist das Surnâme-i Vehbî, ein Festbuch von 1720, das die 15-tägige Beschneidungsfeier der Söhne Sultan Ahmeds III. beschreibt.
Des Weiteren gewann Seyyid Vehbî die Ausschreibung für die Verse auf dem Brunnen Ahmeds III. vor dem Topkapı-Palast.
Am Yedikule-Tor der Landmauer befindet sich ebenfalls eine Inschrift von ihm, die Ahmed III. im Zuge der Instandsetzung der Mauer nach einem Erdbeben anbringen ließ.